# Вулкан Всевідоф
Всевідоф — стратовулкан у штаті Аляска, США, один із 6 найактивніших вулканів Алеутських островів. Його вершина є найвищою точкою на Умнаке, одному зі східних Алеутських островів. Має симетричний конус, який різко височить над околицями. Останнє виверження було викликано землетрусом, що стався 9 березня 1957 року, а вже саме виверження почалося 11 березня і закінчилося наступного дня.  Відомі і інші виверження вулкану Всевідоф : в 1250, 1450 - 1455, 1490, 1500, 1530, 1757 і в 1957 роках. Тип виверження Плінійський.

## Інтернет-ресурси
- Volcanoes of the Alaska Peninsula і Aleutian Islands-Selected Photographs
- Mount Vsevidof on the Alaska Volcano Observatory Website
- Vsevidof (англ.) . Global Volcanism Program . Smithsonian Institution .